# 2012年ロンドンオリンピックのアメリカ領ヴァージン諸島選手団
2012年ロンドンオリンピックのアメリカ領ヴァージン諸島選手団（2012ねんロンドンオリンピックのアメリカりょうヴァージンしょとうせんしゅだん）は、2012年7月27日から8月12日までイギリスのロンドンで開催されたロンドンオリンピックアメリカ領ヴァージン諸島選手団の名簿。

## 選手団
- 人員: 選手 7人
- 開会式旗手: タバリエ・ヘンリー

## 種目別選手・スタッフ名簿及び成績

### 陸上競技
- タバリエ・ヘンリー（男子400m）45秒19 準決勝敗退
- Muhammad Halim（男子三段跳び）16.39m 予選敗退
- ラヴァーン・ジョーンズ＝フェレット
  - （女子100m）11秒22 準決勝敗退
  - （女子200m）22秒62 準決勝敗退
- Allison Peter
  - （女子100m）11秒41 予選敗退
  - （女子200m）23秒35 準決勝敗退

### セーリング
- サイ・トンプソン（男子レーザー級）25位
- Mayumi Roller（女子レーザーラジアル級）40位

### 競泳
- Branden Whitehurst（男子100m自由形）51秒04 予選敗退